# Häusliche Gewalt

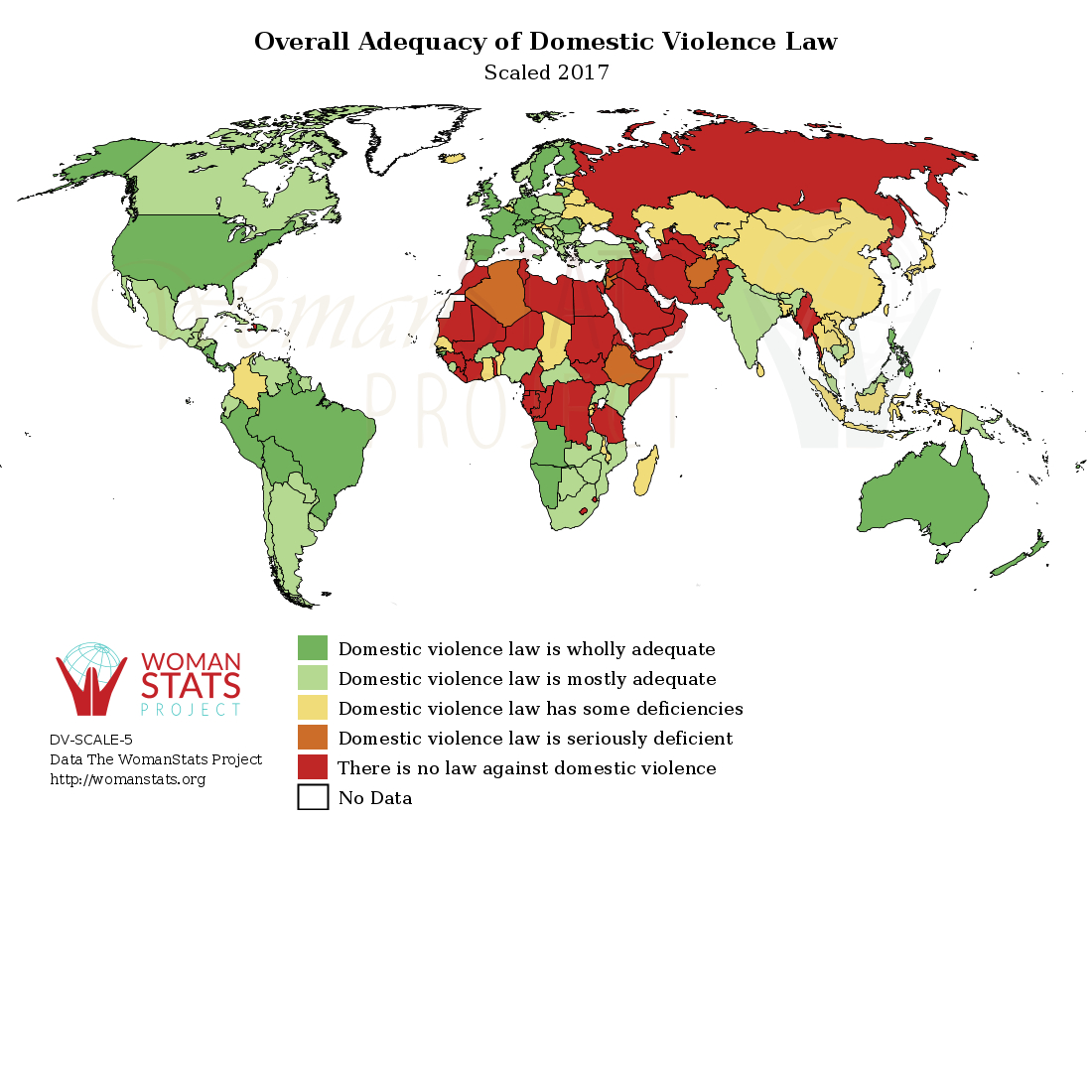
Weltweite statistische Übersicht zum Vorhandensein von Gesetzen gegen häusliche Gewalt sowie deren Potenzial, dem Problem zu begegnen. (Stand: 2017)

Häusliche Gewalt beinhaltet alle Formen körperlicher, sexueller oder psychischer Gewalt und umfasst familiäre sowie partnerschaftliche Gewalt. Häusliche Gewalt liegt vor, wenn die Gewalt zwischen Personen stattfindet, die in einer familiären oder partnerschaftlichen Beziehung zusammenwohnen. Sie liegt auch vor, wenn sie unabhängig von einem gemeinsamen Haushalt innerhalb der Familie oder in aktuellen oder ehemaligen Partnerschaften geschieht. Damit beinhaltet die Häusliche Gewalt zwei Ausprägungen, nämlich die Partnerschaftsgewalt und die innerfamiliäre Gewalt. Bei der Partnerschaftsgewalt werden die Opfer und Tatverdächtigen betrachtet, die in einer partnerschaftlichen Beziehung waren oder sind, bei der innerfamiliären Gewalt die Opfer und Tatverdächtigen, die in einer verwandtschaftlichen Beziehung zueinander stehen (ohne (Ex-)Partnerschaften).
Andere, oft synonym verwendete Begriffe sind Gewalt in engen sozialen Beziehungen bzw. im sozialen Nahraum, Gewalt in der Familie, innerfamiliäre Gewalt und Gewalt in Ehe und Partnerschaft.
Die polizeiliche Kriminalstatistik in Deutschland erfasst seit 2011 Taten zwischen Ehepartnern, eingetragenen Lebenspartnern, Partnern nicht ehelicher Lebensgemeinschaften und ehemaligen Partnern unter dem Begriff Partnerschaftsgewalt. Seit 2017 umfasst die Auswertung auch eine Betrachtung der Opfermerkmale „Behinderung (körperlich/geistig)“ und „Gebrechlichkeit/Alter/Krankheit/Verletzung“.

## Etymologie

### Synonym „Häusliche Gewalt“ und „Väterliche Gewalt“ im 17. bis 19. Jahrhundert
Häusliche Gewalt ist ein Begriff der deutschen Sprache des 17. bis 19. Jahrhunderts, der synonym mit dem Rechtsbegriff der „väterlichen Gewalt“ genutzt wurde. Er bezeichnete die damals zentrale Herrschaftsposition des Vaters im Haus und in der Familie. In der frühen Neuzeit wurde das Haus als zentrale gesellschaftliche sowie rechtliche Institution gesehen und darin die Position des Hausvaters als legitime Zentralposition. Bereits damals wurde die Möglichkeit des Missbrauchs der häuslichen oder väterlichen Gewalt und Macht in Betracht gezogen:

„Eine weise Regierung soll […] dem Hausvater auch nicht mehr von seiner Gewalt und Rechten entziehen, als es diesem Zusammenhange und dem gemeinschaftlichen Besten des Staats gemäß ist. Sie soll den offenbaren Missbrauch der häuslichen Gewalt hemmen und bestrafen; sie soll aber nicht alle häusliche Gewalt aufheben.“

Der Haus- und Familienvater galt dabei innerhalb des Hauses und der Familie als unverzichtbar für die Funktionsfähigkeit eines Staates und als legitime Schutzmacht.

„Der west-christlich geprägte Familienmythos erzählt nur von legitimer Gewalt und guter Macht des Familienvaters. Mutter und Kind seien sicher geborgen unter dem Schutz und der Herrschaft eines leistungsstarken, verlässlichen und wehrhaften Familienvaters. Das ist die 'westliche' (etwas genauer: die westeuropäisch-nordamerikanisch-australische) Variante des Mythos vom Patriarchat.“

### Grundlegender Bedeutungswandel Ende des 20. Jahrhunderts
Mit dem Ausbau des staatlichen Gewaltmonopols Ende des 19. Jahrhunderts bis Anfang des 20. Jahrhunderts wurde der Rechtsbegriff der väterlichen Gewalt zur elterlichen Gewalt und der Begriff „häusliche Gewalt“ wurde zunächst ungebräuchlich. Mit dem Wandel der elterlichen Gewalt zur elterlichen Sorge wurde Macht und Machtmissbrauch innerhalb von Familie und Partnerschaft zunehmend kritisch gesehen. In den 1980er Jahren wurde dies noch mit unterschiedlichen Begriffen benannt: etwa als familiale oder familiäre Gewalt, verhäuslichte Gewalt, private Gewalt oder auch „häusliche Gewalt“.
Ab den 1990er Jahren setzte sich zunehmend die Bezeichnung Häusliche Gewalt als eigenständiger Begriff ohne Anführungszeichen weitgehend durch. Die anderen Begriffe werden teilweise noch weiter verwendet, aber in ihren Konnotationen kritisch diskutiert.
Der Begriff Häusliche Gewalt hat insofern einen grundlegenden Bedeutungswandel durchlaufen. Zunächst stand er für die legitime Machtausübung gegenüber allen Angehörigen des Hauses bzw. der Familie – einschließlich körperlicher Züchtigung und sexueller Nötigung (heute bezeichnet als sexueller Missbrauch). Heute steht er für deren fehlende Legitimität und wurde insofern vom Recht und „alltäglichen Übel zum Unrecht“.

## Definitionen
In der soziologischen und kriminologischen Forschung werden unterschiedliche Definitionen von häuslicher Gewalt verwendet. So beinhalten juristische Definitionen meist nur die reinen Straftatbestände, während in vielen soziologischen und psychologischen Definitionen die Tat-Motivation mit einbezogen wird.
So definiert die Juristin Marianne Schwander folgendermaßen: „Häusliche Gewalt liegt vor, wenn Personen innerhalb einer bestehenden oder aufgelösten familiären, ehelichen oder eheähnlichen Beziehung physische, psychische oder sexuelle Gewalt ausüben oder androhen“, während die Juristin Andrea Büchler „jede Verletzung der körperlichen oder seelischen Integrität einer Person, die unter Ausnutzung eines Machtverhältnisses durch die strukturell stärkere Person zugefügt wird“ als solche betrachtet.
Die meisten empirischen Untersuchungen unterscheiden zwischen zwei verschiedenen Arten von Gewalt. Einerseits gewalttätiges, auf die Situation bezogenes Konfliktverhalten und andererseits wiederholte, systematische Gewaltanwendung, die eine der Parteien in eine hierarchisch schwächere Position versetzt. In dieser Perspektive wird die einmalige Eskalation eines Streits zwischen zwei ansonsten gleichstarken Personen zu Handgreiflichkeiten nicht als häusliche Gewalt betrachtet.
Neben den aggressiven Handlungen eines oder beider Beteiligten werde häusliche Gewalt also auch von folgenden Faktoren bestimmt:
- Es besteht eine emotionale Bindung zwischen der Gewalt ausübenden Person und dem Opfer, welche auch mit einer räumlichen Trennung vorerst nicht beendet ist.
- Die Gewalt wird in der Wohnung, im gemeinsamen Haushalt, d. h. im privaten Raum ausgeübt. Diese Tatsache hat Konsequenzen für das Sicherheitsgefühl des Opfers.
- Die körperliche oder die psychische Integrität des Opfers wird durch die aggressive Handlung wiederholt verletzt.
- Die Gewalt ausübende Person nutzt ein existierendes Machtgefälle zu seinem Opfer aus oder schafft ein solches, um es anschließend auszunutzen.

## Formen häuslicher Gewalt
Je nach verwendeter Definition äußert sich häusliche Gewalt nicht nur in körperlichen Übergriffen, sondern auch in subtileren Gewaltformen. In der soziologischen und sozialpsychologischen Forschung wird zwischen den folgenden Formen von Gewalt unterschieden.

### Körperliche Gewalt
Zu körperlicher und physischer Gewalt zählen alle Angriffe gegen Körper und Leben wie beispielsweise Schlagen, Stoßen, Schütteln, Beißen, Würgen, mit Gegenständen werfen oder andere tätliche Angriffe.

### Sexuelle Gewalt
Zu sexueller Gewalt zählen alle Handlungen gegen die sexuelle Selbstbestimmung wie Vergewaltigung, sexuelle Nötigung, Degradierung zum Sexobjekt oder Zwang zur Prostitution.

### Psychische Gewalt
Psychische Gewalt gegen Kinder wurde in Deutschland im Jahr 2000 in der Reform des § 1631 Absatz 2 des Bürgerlichen Gesetzbuches in gleichbedeutender Weise mit körperlicher Gewalt aufgenommen: „Kinder haben ein Recht auf gewaltfreie Erziehung. Körperliche Bestrafungen, seelische Verletzungen und andere entwürdigende Maßnahmen sind unzulässig.“
Zu psychischer und emotionaler Gewalt zählen alle Handlungen gegen die psychische Stabilität eines Menschen. Hierzu zählen hauptsächlich:
- Isolation und soziale Gewalt zielen darauf ab die betroffene Person zu isolieren (z. B. durch ein Kontaktverbot zur Familie oder zu Freunden, das Einsperren zu Hause, das Absperren des Telefons usw.). Bei Kindern zählt zu diesem Bereich auch der Liebesentzug.

Zu aktiven Formen zählen Abwertungen, emotionale Manipulation, Einschüchterung, Verbote, Kontrolle und Bespitzelung von Sozialkontakten, Drohungen, Nötigung, Nachstellen (Stalking), Freiheitsberaubung, Beschimpfung, Bevormundung oder Demütigung.
- Drohungen, Nötigungen und Angstmachen sind häufige Formen von psychischer Gewalt. Auch die Androhung, dritte zu verletzen (Verwandte, Haustiere …) wird eingesetzt, um bestimmte Ziele zu erreichen. Durch Drohungen und Angstmachen „erübrigt“ sich oft die Anwendung von physischer Gewalt, da die Angst davor bereits einschüchternd wirkt (Diese Strategien bedeuten vor allem für Frauen und Kinder ein Leben in Angst).
- Beschimpfungen, Abwertungen und Diffamierungen dienen der Zerstörung des Selbstwertgefühls des Opfers und seiner/ihrer geistigen Gesundheit. Mit der Zeit wird der Glaube an den eigenen Wert, die Identität und die eigenen Empfindungen, an Rechte oder Wahlfreiheit, zerstört. Von dieser Gewaltform sind Frauen und Männer gleichermaßen betroffen.
- Zu dieser Form der Gewalt gehört z. B. das Lächerlichmachen in der Öffentlichkeit durch beleidigende und abfällige Äußerungen. Sehr häufig werden Behauptungen aufgestellt wie: Die Person sei verrückt oder psychisch krank, bilde sich etwas ein, sei selbstmordgefährdet etc. Diese Äußerungen werden oft benutzt, um von den eigenen Taten abzulenken und die Person „zum Problem zu machen“.
- Belästigung und Terror. Gemeint sind z. B. ständige Anrufe, Anrufe mitten in der Nacht, Drohbriefe, Bespitzelung und Verfolgung am Arbeitsplatz und zu Hause („stalking“ genannt). Von diesen gewalttätigen Handlungen sind Frauen besonders betroffen.

#### Psychische Gewalt im häuslichen Kontext
Es wurde festgestellt, das Männer häufiger Opfer von psychischer Gewalt werden als Frauen. Dies hat verschiedene Gründe.
Gründe für die häufigere Anwendung von psychischer Gewalt sind rein biologischer Natur, denn die meisten Frauen sind von Natur aus dem Mann körperlich unterlegen. Auf Grund dieses Unterschiedes ist es einfach zu erklären, dass das Verletzungsbild eines Mannes, der von einer Frau attackiert wurde, nicht so gravierend ist wie das einer Frau, wenn sie auf dieselbe Art und Weise von einem Mann misshandelt wurde. Deshalb ist es möglich, dass Frauen ihren körperlichen Nachteil dadurch ausgleichen, dass sie unter Zuhilfenahme von Gegenständen Gewalt ausüben bzw. Drohungen aussprechen.
Es wurde festgestellt, dass sich Frauen, auf Grund ihrer geschlechtsspezifischen Arbeitsteilung und sprachlichen sowie emotionalen Kompetenzen, ihrem Partner überlegen fühlen. Deshalb üben sie eher psychische Gewalt aus. Diese kann sich hauptsächlich als Demütigung, Eifersucht oder die daraus entstandene Kontrolle äußern. Insbesondere die Kontrolle bis hin zur Erpressung bildet eine der häufigsten psychischen Gewaltformen, welche von Frauen gegenüber ihrem Partner ausgeübt werden.
Die sog. Emotionale Misshandlung stellt ebenfalls eine häufige Form der ausgeübten psychischen Gewalt dar, wie zum Beispiel:
- Drohungen dem Partner im Schlaf etwas anzutun
- Den Partner als schlechten Versorger oder schlechten Sexpartner hinzustellen.
- Den Partner zwingen sich mit ihm Nachts zu unterhalten, obwohl dieser früh aufstehen muss.

### Wirtschaftliche Gewalt
Zu wirtschaftlicher und ökonomischer Gewalt zählen alle Handlungen gegen die wirtschaftliche und finanzielle Selbständigkeit und Unabhängigkeit wie vollständiges oder teilweises Verbot von Arbeit oder bestimmten Arbeiten, vollständiger oder teilweiser Zwang zu Arbeit oder bestimmten Arbeiten, kein Zugang zum gemeinsamen Konto, auch Beschlagnahme des Lohns.
Aus der internationalen Erforschung kommt wirtschaftliche Gewalt als bedeutsamer Aspekt zunehmend in den Fokus – eben als economic violence (wirtschaftliche Gewalt) oder economic abuse (wirtschaftlicher Missbrauch). Denn wirtschaftliche Gewalt und Abhängigkeit zählt zu den größten Hürden beim Verlassen einer gewaltbasierten Beziehung. Allmählich wird der Aspekt der wirtschaftlichen Gewalt auch in der deutschsprachigen Forschung aufgenommen. Auch in der Öffentlichkeit wird nach und nach darüber berichtet.

„Ausmaß und Formen wirtschaftlicher Gewalt variieren weltweit von Region zu Region, jedoch wird Frauen und Mädchen bis heute in allen Regionen der Welt der offene Zugang zu wirtschaftlichen Ressourcen, Möglichkeiten und Machtchancen vorenthalten […]. Einstellungen, Überzeugungen und Praktiken, die wirtschaftliche Gewalt aufrechterhalten, sind oft tief in kulturellen, sozialen oder religiösen Normen einer Gesellschaft verankert. […] Auch Frauen selbst rechtfertigen manchmal Gewalt und Missbrauch, was deutlich macht, dass nicht nur Männer, sondern auch Frauen die entsprechenden gesellschaftlichen Normen verinnerlicht haben.“

Wirtschaftliche Gewalt hat weitreichende Konsequenzen:
1. Vergrößerung von Armutsrisken aufgrund mangelnder wirtschaftlicher Möglichkeiten von Frauen,
2. Entstehen einer angespannten Atmosphäre und genereller Nervosität durch den wirtschaftlichen Druck, was wiederum zu körperlicher Gewalt führen kann,
3. Sexuelle Ausbeutung von Mädchen und jungen Frauen durch ältere Männer,
4. Verringerung des Arbeitskräftepotentials durch ein Klima der Angst und Unsicherheit, was die generelle Produktivität und Entwicklung eines Landes verringert.[31]

## Opfer und Täter häuslicher Gewalt

### Gewalt in Partnerschaften
Die Daten zur Gewalt innerhalb intimer Partnerschaften sind unterschiedlich. Die Widersprüche entstehen einerseits aufgrund von Unterschieden in den für die Untersuchung verwendeten Definitionen, Unterschieden in den untersuchten Grundgesamtheiten, der Stichprobenerfassung, aber auch der verwendeten Methode (quantitativ/qualitativ) sowie der Fragestellung. Siehe dazu auch den Abschnitt Problematik der Datenerfassung.
Untersuchungen mit Tätern aus der Grundgesamtheit der kriminalistisch erfassten Fälle haben ergeben, dass ihr gewalttätiges Verhalten vor allem durch den Drang zur Kontrolle und Beherrschung des Opfers motiviert ist.
Häusliche Gewalt zwischen Partnern kommt nicht nur bei heterosexuellen, verheirateten oder sich in der Trennungsphase befindlichen Paaren vor, sondern auch bei gleichgeschlechtlichen Paaren und in eheähnlichen Lebensgemeinschaften. Die Gewalt wird auch hier häufiger durch den dominanten Partner zum Zweck der Machtausübung über den in der Partnerschaft schwächeren Partner ausgeübt. Meist liegt bei den von häuslicher Gewalt betroffenen Paaren eine grundlegende Asymmetrie in der Machtverteilung (dominanter/dominierter Partner) bereits vor der Eskalation vor.
In fast allen Fällen von körperlicher Gewalt kommt auch psychische Gewalt vor. Psychische Gewalt führt aber nicht zwangsläufig zu physischer Gewalt. Die am häufigsten vorkommenden Fälle von körperlicher Gewalt sind Stoßen, Schütteln und Schlagen. Bei der psychischen Gewalt sind Beschimpfen und Beleidigen und Maßnahmen von sozialer Kontrolle (Öffnen von Briefen, E-Mails, Kurzmitteilungen) vorrangig, die teilweise eine systematische Erniedrigung und ein Gefühl der Schwäche beim beschimpften Partner hervorrufen sollen.

#### Weibliche Opfer
Gravierende Angriffe auf die körperliche Unversehrtheit erfahren in Beziehungskonflikten überwiegend weibliche Opfer. Nach der 2004 veröffentlichten repräsentativen Studie „Lebenssituation, Sicherheit und Gesundheit von Frauen in Deutschland“ haben rund 25 % aller Frauen im Alter von 16 bis 85 Jahren körperliche oder sexuelle Gewalt – oder auch beides – durch aktuelle oder frühere Beziehungspartner mindestens ein- oder auch mehrmals erlebt. Innerhalb der untersuchten Personengruppe liegt dieser Anteil bei Frauen osteuropäischer Herkunft geringfügig höher (28 %) und bei Frauen türkischer Herkunft deutlich höher (38 %). In einer australischen Studie wurde ein höheres Risiko häuslicher Gewalt unter Migrantinnen festgestellt, verursacht durch Sprachbarrieren, durch Einschränkungen im Zusammenhang mit der Gewährung des Visums sowie durch eine generell höhere Abhängigkeit vom gewalttätigen Partner.
Bei den körperlichen Übergriffen, über die in der Studie Lebenssituation, Sicherheit und Gesundheit von Frauen in Deutschland berichtet wurde, handelt es sich um ein breites Spektrum unterschiedlich schwerwiegender Gewalthandlungen: Frauen werden von ihren männlichen Partnern geschlagen, vergewaltigt, beschimpft oder gedemütigt. Zwei Drittel der von häuslicher Gewalt betroffenen Frauen haben schwere bis sehr schwere körperliche oder sexuelle Gewalt erlitten. Frauen sind demnach von häuslicher Gewalt mehr bedroht als durch andere Gewaltdelikte im öffentlichen Raum. Die Studie Gewalt gegen Frauen in Paarbeziehungen, die 2012 veröffentlicht wurde, bestätigt diese Ergebnisse und belegt, dass auch Frauen in mittleren und hohen Bildungs- und Sozialschichten in einem viel höheren Maß Opfer von Gewalt durch ihren Partner werden, als dies zuvor bekannt war.
Eine weitere repräsentative Studie im Auftrag des Bundesfamilienministeriums aus dem Jahr 2012 zeigt, dass Frauen mit Behinderungen deutlich häufiger von körperlicher, sexueller und psychischer Gewalt durch Partner betroffen sind als Frauen im Bevölkerungsdurchschnitt. Sie waren darüber hinaus zwei- bis dreimal häufiger (je nach Untersuchungsgruppe) sexuellem Missbrauch in Kindheit und Jugend ausgesetzt.
Bei den Tötungsdelikten in Deutschland wies das Bundeskriminalamt (BKA) für das Jahr 2011 49,2 Prozent (154 von 313) aller getöteten Frauen als Opfer ihres aktuellen oder ehemaligen Partners aus. 2015 wurden in Deutschland mehr als 100.000 Frauen Opfer von Gewalt in der Partnerschaft. In 331 Fällen kam es 2015 zum versuchten oder vollendeten Mord oder Totschlag einer Frau durch ihren Partner oder Ex-Partner. Als größte Tätergruppe nannte das Bundeskriminalamt ehemalige Partner.
Laut Medienangaben stieg von 2012 bis 2017 der Anteil der „Partnerschaftsgewalt“ an den insgesamt registrierten Gewaltverbrechen kontinuierlich an. Gewalt betreffe weiterhin vorwiegend Frauen. Sie finde in allen sozialen Schichten und Milieus statt, vor allem lasse sich jedoch feststellen: „Je patriarchaler und je abgeschotteter die Lebenswelt ist, in der Frauen leben, desto höher ist die Gefahr, dass sie Opfer sexualisierter und häuslicher Gewalt werden.“ Kriminalstatistische Erhebungen zur Frage, wie hoch in Deutschland der Anteil der Opfer und Tatverdächtigen mit eigenem und familiärem Migrationshintergrund sind, gebe es nicht.
Die BKA-Kriminalstatistik wies für 2017 wesentlich mehr Fälle von häuslicher Gewalt auf als für das Vorjahr, was sich allerdings weitgehend auf der Aufnahme neuer Kategorien in die Erfassung häuslicher Gewalt, etwa Freiheitsberaubung, Zwangsprostitution und Zuhälterei, zurückführen lasse.
Systematische Statistiken zur Partnerschaftsgewalt in Deutschland erfasst das Bundeskriminalamt seit 2015. Danach wurden 2015 insgesamt 331 Frauen Opfer von versuchtem oder vollendetem Mord oder Totschlag, 2016 waren es insgesamt 357 Frauen. Für den Berichtszeitraum 2017 wurde zum ersten Mal nach vollendeten und versuchten Taten unterschieden. 141 Frauen kamen danach 2017 in Deutschland durch Mord- und Totschlagsdelikte ums Leben, für die ein Partner oder Ex-Partner tatverdächtig war; weitere 223 wurden Opfer versuchten Mords oder Totschlags. Dem müssen noch die Fälle von Körperverletzung mit Todesfolge hinzugezählt werden, wenngleich diese weit weniger zahlreich sind; 2017 waren es 6. Frauen werden damit in Deutschland etwa viermal so häufig Opfer von Tötungsdelikten innerhalb von Partnerschaften wie Männer. Ebenso sind Frauen etwa viermal seltener als Männer Tatverdächtige bei solchen Delikten. Jedes Jahr kommen in Deutschland zwischen etwa 120 und 150 Frauen durch Partnerschaftsgewalt ums Leben, das ist durchschnittlich ein weibliches Todesopfer alle zweieinhalb bis drei Tage.
Von 2018 bis 2022 ist die Anzahl der Opfer Häuslicher Gewalt um 13 Prozent gestiegen. 80,1 Prozent der Opfer von Partnerschaftsgewalt waren weiblich. Von den Tatverdächtigen bei Partnerschaftsgewalt waren 78,3 Prozent Männer. 133 Frauen und 19 Männer wurden im Jahr 2022 durch ihre Partner oder Ex-Partner getötet.
|                                           | Insgesamt | Frauen | Männer |
| ----------------------------------------- | --------- | ------ | ------ |
| Opfer Mord und Totschlag in Dtl. gesamt   | 2.457     | 781    | 1.676  |
| davon in Partnerschaften gesamt           | 415       | 331    | 84     |
| in %                                      | 16,9 %    | 42,4 % | 5 %    |
| nach Beziehungsstatus                     |           |        |        |
| Ehepartner                                | 210       | 170    | 40     |
| Eingetragene Lebenspartnerschaft          | 0         | 0      | 0      |
| Partner nichtehelicher Lebensgemeinschaft | 112       | 87     | 25     |
| Ehemalige Partnerschaften                 | 93        | 74     | 19     |

| Tatbestand                      | 2015  | 2015  | 2016  | 2016  | 2017 | 2017 | 2018 | 2018 | 2019 | 2019 | 2020 | 2020 | 2021 | 2021 | 2022 | 2022 |
| Tatbestand                      | m     | w     | m     | w     | m    | w    | m    | w    | m    | w    | m    | w    | m    | w    | m    | w    |
| ------------------------------- | ----- | ----- | ----- | ----- | ---- | ---- | ---- | ---- | ---- | ---- | ---- | ---- | ---- | ---- | ---- | ---- |
| Mord und Totschlag (insgesamt)  | 84    | 331   | 84    | 357   | 91   | 364  | 94   | 324  | 93   | 301  | 101  | 359  | 68   | 301  | 78   | 312  |
| – davon versucht                | k. A. | k. A. | k. A. | k. A. | 59   | 223  | 70   | 206  | 64   | 190  | 75   | 227  | 56   | 192  | 62   | 186  |
| – davon vollendet               | k. A. | k. A. | k. A. | k. A. | 32   | 141  | 24   | 118  | 29   | 111  | 26   | 132  | 12   | 109  | 16   | 126  |
| Körperverletzung mit Todesfolge | 2     | 4     | 2     | 6     | 2    | 6    | 2    | 4    | 3    | 6    | 4    | 7    | 2    | 4    | 3    | 7    |
| Quelle: Bundeskriminalamt       |       |       |       |       |      |      |      |      |      |      |      |      |      |      |      |      |

In Großbritannien werden 30 Prozent der Frauen ab dem 16. Lebensjahr mindestens einmal in ihrem Leben Opfer häuslicher Gewalt durch ihre Partner. Eine Studie der University of East London ergab, dass die Rate häuslicher Gewalt in England um etwa 30 Prozent anstieg, immer wenn die englische Fußballnationalmannschaft Spiele gewann oder verlor.
Laut Gewaltbericht des österreichischen Bundesministeriums für soziale Sicherheit und Generationen aus dem Jahr 2002 war nach Dunkelfeldschätzungen jede fünfte bis zehnte in einer Beziehung lebende Frau von schwerer Gewalt betroffen. Zwei Drittel aller Morde werden im Familienkreis begangen, in 90 % der Mordfälle sind Frauen und Kinder die Opfer. Die Autoren der Studie weisen darauf hin, dass es eine der wichtigsten Erkenntnisse von Praxis und Forschung in den letzten Jahren gewesen sei, „dass Gewalttaten an Frauen in der Familie nicht als einzelne, isolierte Handlungen gesehen werden dürfen, sondern einer Dynamik unterliegen […] vergleichbar mit Situationen in Gefangenschaft (mit bzw. unter Androhung von Folter), Terror oder Geiselnahme. Der Unterschied ist: Im häuslichen Umfeld sind Gefangenschaft und Terror für die Außenwelt kaum wahrnehmbar. Selbst wenn die Türen offen stehen, fällt es schwer, das Gefängnis zu verlassen.“
In den USA werden jährlich rund 4 % aller Ehefrauen von ihren Ehemännern schwer misshandelt, ca. 12 % erleben „leichtere“ Formen der Gewalt. Das Justizministerium der Vereinigten Staaten gibt an, dass im Jahre 2007 Frauen 70 % aller Opfer ausmachten, die von ihrem Partner ermordet wurden, und dass sich diese Zahl seit 1993 nur sehr wenig verändert hätte. Zwischen 1993 und 2007 ging die Zahl der durch einen Partner ermordeten Frauen von 2200 auf 1640 Opfer zurück (−26 %), während die Zahl der durch einen Partner ermordeten Männer von 1100 auf 700 Opfer (−36 %) fiel.
US-amerikanische Studien heben hervor, dass circa 20 bis 25 Prozent der Arbeitsausfälle von
Frauen auf häusliche Gewalt zurückzuführen sind.

#### Männliche Opfer
Nach der eingeschränkt repräsentativen Pilotstudie „Gewalt gegen Männer in Deutschland“ aus dem Jahr 2004 im Auftrag des Bundesfamilienministeriums hatten von den befragten Männern innerhalb heterosexueller Partnerschaften ein Viertel (26 Prozent) körperliche Gewalt in irgendeiner Form erfahren, davon wenige Männer häufiger als zweimal. Die überwiegende Form war wütendes Wegschubsen, gefolgt von leichten Ohrfeigen und Beißen oder Kratzen. Kein einziger Mann gab in dieser Pilotstudie an, „verprügelt oder zusammengeschlagen“ worden zu sein. Bei dem Thema Partnerinnengewalt gelte es, so die Autoren, im Blick zu behalten, dass möglicherweise ein nicht zu vernachlässigender Teil der Gewalt wechselseitig sei. Deutlich sei geworden, dass viele Übergriffe verborgen blieben und nicht aufgedeckt würden, weil sie entweder als „normal“ gelten, sich der Betreffende schämt oder Angst hat, dass ihm nicht geglaubt werde oder dass er selbst „von der Polizei und Justiz für den Täter gehalten wird“. So habe keiner der Männer, die angaben, von ihrer Partnerin häusliche Gewalt erfahren zu haben, die Polizei gerufen. Es bestehe die Vermutung, dass Männer über die ihnen widerfahrene Gewalt überwiegend schweigen. Die Autoren der Studien halten aber fest, dass Männer vorrangig gefährdet sind, Opfer von körperlicher Gewalt durch andere Männer in der Öffentlichkeit zu werden. Auch der Männerforscher Hans-Joachim Lenz war in mehreren Untersuchungen zu dem Ergebnis gekommen, dass körperliche Gewalt überwiegend von Männern ausgeht und sich auch gegen sie richtet.
Nach dem Gewaltbericht des österreichischen Bundesministeriums für Soziale Sicherheit und Generationen von 2002 bezieht sich eine Gleichverteilung der Geschlechter insbesondere auf weniger schwere Formen häuslicher Gewalt. „Dass auch Männer durch ihre Partnerinnen Gewalt erfahren, ist eine wissenschaftlich belegte Tatsache. Dennoch darf dieses Faktum nicht darüber hinwegtäuschen, dass die Konsequenzen der Übergriffe für weibliche Opfer überwiegend gravierender sind als für männliche Opfer und dass weibliche Opfer zumeist schwerer verletzt werden als männliche Betroffene.“
Der Soziologe und Kriminologe Michael Bock sieht häusliche Gewalt nicht als geschlechtsspezifisches Phänomen. Aus Dunkelfeldschätzungen, die überwiegend mit der umstrittenen Conflict Tactics Scales Methode (CTS) arbeiten, und sekundäranalytischen Studien schlussfolgert er, dass Frauen und Männer nahezu gleichhäufig ein aggressives Verhalten an den Tag legten. „Wahrnehmbare Verletzungen“ seien jedoch bei weiblichen Opfern häufiger (62 Prozent) als bei männlichen (38 Prozent).
Für seine 2010 veröffentlichte (nicht repräsentative) Studie im Auftrag der EKD-Männerarbeit auf Basis fragebogengebundener Interviews hat Peter Döge die Gewalthandlungen ebenfalls entlang der Conflict Tactic Scales Methode kategorisiert und abgefragt. Damit, so der Autor, liege der Sonderauswertung ein weiter Gewaltbegriff zugrunde, der Gewalt nicht auf (sichtbare) physische Gewalt reduziere. Zusammenfassend stellt er fest: „Männer und Frauen sind zu etwa gleichen Teilen „Täter“: etwa 30 Prozent der Frauen und der Männer sind gewaltaktiv, jedoch in jeweils unterschiedlichen Formen: Männer tendieren stärker zu (sichtbarer) physischer Gewalt, Frauen stärker zu (unsichtbarer) Kontrollgewalt und verbaler Gewalt.“
Bei den Tötungsdelikten in Deutschland wies das Bundeskriminalamt (BKA) für das Jahr 2011 6,9 Prozent (24 von 349) aller getöteten Männer als Opfer einer aktuellen oder früheren Partnerin aus.

#### Gleichgeschlechtliche Lebensgemeinschaften
Häusliche Gewalt gegen Männer kommt in homosexuellen Beziehungen tendenziell häufiger vor als in heterosexuellen, so die Autoren der Pilotstudie Gewalt gegen Männer in Deutschland im Auftrag des Bundesfamilienministeriums (2004). Repräsentative Studien gibt es jedoch nicht. Studien aus den USA gehen davon aus, dass mindestens 12 bis 20 Prozent aller schwulen Männer Opfer ihres Partners werden, Schätzungen einiger Hilfeeinrichtungen gehen von 25 bis 50 Prozent aus.
Lesbische Frauen werden wie schwule Männer in Untersuchungen nur selten berücksichtigt. So konnte die vom Bundesfamilienministerium in Auftrag gegebene erste repräsentative Studie zur Lebenssituation, Sicherheit und Gesundheit von Frauen in Deutschland (2004) häusliche Gewalt in lesbischen Beziehungen nicht erfassen, da weniger als ein Prozent der befragten Frauen eine lesbische sexuelle Orientierung angaben. Eine Auswertung von Erhebungsbögen der Lesbenberatungsstellen von 2002 bis 2004 ergab, dass sich von den 200 erhobenen Fällen 100 auf den Bereich der häuslichen Gewalt bezogen. Der Kreis der Täter umfasste die gegenwärtige Partnerin (38 Fälle), die Gewalt durch die Ex-Partnerin (28 Fälle), durch männliche Ex-Partner (14 Fälle) und Gewalt durch die Herkunftsfamilie (20 Fälle).
Die Wiener Antidiskriminierungsstelle für gleichgeschlechtliche Lebensweisen (WASt) weist auf Probleme hin, auf die Polizisten bei Wegweisungen in gleichgeschlechtlichen Lebensgemeinschaften treffen können: „Kommt es hier zum Polizeieinsatz, sind die einschreitenden PolizistInnen aber unter Umständen durch eine homosexuelle Lebensgemeinschaft in besonderem Maße herausgefordert, da es eventuell weniger offensichtlich ist, wer die/der (hauptsächlich) Gewaltausübende und somit Wegzuweisende ist.“

#### Indirekte Opfer – Kinder
Die Kinder sind – indirekt – von der Gewalt in der Partnerschaft betroffen. Wenn die Kinder zusehen müssen, wie ihre Eltern offene Gewalt austragen, leidet ihre Psyche schwer darunter. In den meisten Fällen nehmen sie die Gewalthandlungen nicht nur wahr, sondern werden von den Parteien instrumentalisiert und vom gewalttätigen Partner ebenfalls misshandelt. Dies führt, wie verschiedene Untersuchungen z. B. von Pfeiffer oder Lenz ergeben haben, später zu ebenfalls gewalttätigem Verhalten, psychischen Verhaltensstörungen oder anderen Problemen.
Für den Report Concerted Action on the Prevention on Child Abuse in Europe (CAPCAE 1998) an die Europäische Union wurden in acht europäischen Ländern, darunter auch in Deutschland, Untersuchungen zu Kindesmisshandlung durchgeführt. Danach spielen in 57 % der aufgetretenen Fälle von Kindesmisshandlung oder Vernachlässigung Beziehungsprobleme der Betreuer eine signifikante Rolle.
Ergebnisse von zwei umfangreichen britischen Präventivstudien zu Kindesmisshandlung zeigen, dass ein großer Anteil der misshandelten Kinder in Familien lebt, in denen Frauen von Gewalt durch den Partner oder Ehemann betroffen sind.

#### Täter und Täterinnen
Wie alle seriösen Studien belegen, kann häusliche Gewalt von beiden Geschlechtern ausgehen. Die Weltgesundheitsorganisation benennt Partnerschaftsgewalt als eines der größten, global verbreiteten Gesundheitsrisiken für Frauen. Es gibt jedoch nicht nur Beziehungen, in denen die Gewalt ausschließlich von einem der beiden Partner ausgeht. So räumte beispielsweise ein Großteil der von Gewalt betroffenen Männer ein, zuvor selbst Gewalt gegen die Partnerin angewendet zu haben.
Nach Angaben der Studie zur Gesundheit Erwachsener in Deutschland waren innerhalb der 12 Monate vor der Befragung 1,2 Prozent der befragten Frauen sowie 0,9 Prozent der befragten Männer Opfer physischer Partnerschaftsgewalt geworden.
Die Verlässlichkeit nahezu aller Studien leidet unter dem großen Dunkelfeld, sowie methodischen Mängeln bei der Datenerhebung und -objektivierung (→ Problematik der Untersuchung und Datenerfassung). Tendenziell zeichnet sich ab, dass die verschiedenen Gewaltformen und Schweregrade unterschiedlich häufig von Männern und Frauen begangen werden. So sprechen zahlreiche Studien dafür, dass sexuelle und schwere körperliche Gewalt häufiger von Männern ausgeht, während beispielsweise körperliche Gewalt gegen Kinder öfter von Frauen ausgeübt werden soll.
Seit Jahren wird von verschiedenen Lagern der Versuch unternommen, das Verhältnis von ‚männlicher‘ und ‚weiblicher‘ Gewalt pauschal zu bilanzieren und gegeneinander aufzurechnen und mitunter weitreichende Interpretationen vorzunehmen. Vertreter der These, dass häusliche Gewalt jeder Art und Schwere von beiden Geschlechtern gleichermaßen ausgehe, argumentieren, dass Polizei und Justiz auf Grund von Vorerwartungen ihre Ermittlungstätigkeit, insbesondere bei schwerere körplicher Gewalt, auf männliche Täter konzentrierten und Anzeigen gegen mutmaßliche weibliche Täter häufig keinen Glauben schenkten. Weiterhin wird von den Kritikern wie Michael Bock vermutet, dass bei männlichen Gewaltopfern die Dunkelziffer höher sei, da diese aus Scham häufiger davor zurückscheuten, die Polizei aufzusuchen. Daraus werden von einigen Autoren relativierende Schlussfolgerungen gezogen. Der US-amerikanische Soziologe Michael Kimmel hält in einer Übersichtsarbeit von 2002 dagegen, dass diverse Mängel der CTS-Methode dafür verantwortlich seien, dass einige Studien, die dieses Verfahren nutzen, zu dem Ergebnis einer Gleichverteilung der Geschlechter bei häuslicher Gewalt kommen. Die CTS-Methode verlässt sich darauf, dass die befragten Personen sich genau an alle Gewaltakte während des vergangenen Jahres erinnern und diese wahrheitsgetreu berichten. Aus diesem Grund sei die Conflict Tactics Scale laut Kimmel besonders anfällig für Verzerrungseffekte bei der Gedächtnisleistung und Berichterstattung. Kimmel führt mehrere Studien an, die belegen, dass Männer dazu tendieren, ihre eigene Gewaltanwendung zu unterschätzen und die ihrer Partnerinnen zu überschätzen. Frauen hingegen neigten eher dazu, ihre eigene Gewaltanwendung zu überschätzen und die ihrer Partner zu verharmlosen. Deshalb überschätzten Männer ihre Viktimisierung. Daraus folgert Kimmel, dass sie eher dazu bereit seien, die Polizei zu informieren und Anzeige zu erstatten.
Andererseits scheint die Anzeigebereitschaft generell, aber insbesondere auch männlicher Opfer häuslicher Gewalt in Deutschland immer noch gering zu sein.

„Auch Männer werden Opfer häuslicher Gewalt. Diese Thematik ist noch kaum erforscht, da den Männern im Zusammenhang mit häuslicher Gewalt regelmäßig die Rolle des Täters zugeordnet wird und man unter Hilfsprogrammen für Männer selbstverständlich die so genannte Täterarbeit versteht, also Anti-Gewalt-Trainings für gegenüber ihren Frauen und Kindern gewalttätige Männer. Insofern ist darauf hinzuweisen, dass die … Zahlen der Polizeilichen Kriminalstatistik auch vor dem Hintergrund zu sehen sind, dass männliche Opfer von häuslicher Gewalt in der Regel keine Anzeige erstatten […]“

Zur (Fach)Diskussion über Gewalt gegen Männer in der Familie stellen die Autoren der Studie „Gewalt in der Familie“ fest, dass sie mitunter sehr emotional geführt werde. „Dies hängt nicht zuletzt damit zusammen, dass Gewalt gegen Männer und Gewalt gegen Frauen oftmals gegeneinander ‚ausgespielt‘ wurde und wird.“ Diese Tendenz spiegele sich auch in einigen Studien über Gewalt gegen Männer wider. Wichtig in der öffentlichen Debatte sei, dass alle Opfer von Gewalt, Frauen, wie Männer (und insbesondere auch Kinder) ernst genommen werden und dieses ernste Thema vorurteils- und ideologiefrei diskutiert und (gerade in Anbetracht der unzulänglichen Datenlage und der stark divergierenden Studienergebnisse aufgrund des großen Dunkelfeldes) nicht zulasten der Opfer für eine Geschlechterdebatte missbraucht werde.
Nach den Daten des BKA („Partnerschaftsgewalt – Kriminalstatistische Auswertung – Berichtsjahr 2017“) haben in Deutschland lebende Migranten – auf Seiten der Opfer wie der Tatverdächtigen – einen höheren Anteil an partnerschaftlicher Gewalt, als es ihrem Anteil an der Bevölkerung entsprechen würde.

### Gewalt von Erwachsenen gegenüber Kindern
Kinderschutz war bereits Ende des 19. Jahrhunderts ein Thema. Die neue Frauenbewegung diskutierte ab den 1970er Jahren nicht nur häusliche Gewalt gegen Frauen, sondern auch Kindesmisshandlung und sexuellen Kindesmissbrauch öffentlich. Heute wird insbesondere letzterer, aber auch die Auswirkungen körperlicher Züchtigung auf die betroffenen Kinder öffentlich diskutiert.
Die Untersuchungen von Wetzels zeigen für Deutschland recht detaillierte Zahlen. Danach haben drei Viertel aller Deutschen in ihrer Kindheit körperliche Züchtigungen erfahren. Fast 10 % aller Befragten gaben an, von ihren Eltern körperlich misshandelt worden zu sein. Sexuelle Gewalt durch erwachsene Familienmitglieder haben nach Selbstangaben 2,6 % der Mädchen und 0,9 % der Jungen erfahren. Auch Vernachlässigung tritt im Zuge von Gewalt von Erwachsenen Familienmitgliedern an Kindern auf. Mütter und Väter, die auch in der Paarbeziehung gewalttätig sind, sind häufig autoritäre, aber vernachlässigende Eltern.
Die Geschlechterverteilung bei den Tätern ist im Falle von Kindesmisshandlung mit ca. 60 % tendenziell eher weiblich. Geht es jedoch um sexuellen Missbrauch von Kindern, besteht mit ca. 90 % bis 97 % ein klarer Überhang männlicher Täter. Mädchen und Jungen werden gleichhäufig Opfer von Gewalt durch ihre Eltern oder andere ihnen nahestehende Erwachsene. Peter Döge zufolge erleiden Jungen jedoch doppelt so häufig physische Gewalt durch ihre Eltern wie Mädchen. „Bei Frauen ist hier Gewalt als Kontrollwunsch vorherrschend, Ohrfeigen oder Anschreien oder Treten. Sieht man nur heftige Prügel und sexuelle Gewalt, sind auch hier die Männer dominierend.“

### Gewalt zwischen Geschwistern
Dieser Bereich der häuslichen Gewalt wurde bisher kaum untersucht. Insbesondere sind die Grenzen zwischen normalen, d. h. entwicklungsbedingten, Streitereien und mit systematischer Machtausübung motivierten Gewalttaten unklar. Es existieren auch keine Untersuchungen über Ursachen und Folgen dieser Form von Gewalt oder über sexuelle Gewalt zwischen Geschwistern.
In seiner empirischen Untersuchung zur Gewalt im sozialen Nahraum stellte Godenzi fest, dass sich 5 % aller Gewaltvorkommnisse innerhalb der Familie zwischen Geschwistern abspielten, wobei in den meisten Fällen ein Bruder einen anderen Bruder oder eine Schwester angreift. Diese Zahlen wurden bisher nicht durch andere Untersuchungen bestätigt oder widerlegt.

### Gewalt gegen ältere Menschen
Wie die Gewalt zwischen Geschwistern ist auch die Gewalt gegen ältere Menschen im deutschsprachigen Raum bisher kaum öffentlich thematisiert worden. Dementsprechend wenige Untersuchungen existieren über das Thema. Die Bonner HsM-Studie von 1999 ergab, dass insbesondere ältere Menschen mit gesundheitlichen Problemen Gewalt erfahren. Die Schäden sind tendenziell eher seelischer und finanzieller Natur, körperliche Misshandlungen sind seltener. Für Deutschland wurde zu den 75- bis 90-Jährigen ermittelt, „dass bei Zusammenfassung der unteren Schätzungen jährlich eine Mindestzahl von ca. 172.000 älteren Menschen Opfer schwerwiegender Gewalthandlungen im Bereich von Familie und Privatheit werden“, was einem Anteil von 7 % an der gesamten Altersgruppe entspricht (unter Bezug auf die Altersverteilung gemäß Statistischem Bundesamt).

## Hilfe und Schutz

### Soforthilfen
Polizeidienststellen verfügen über speziell geschulte Einsatzkräfte gegen häusliche Gewalt. Sie können von Betroffenen über die Einsatzzentrale direkt telefonisch angefordert werden, aber auch von Dritten, die Gewalttaten beobachten:
| Deutschland | 110 |
| Österreich  | 133 |
| Schweiz     | 117 |

Mögliche Sofortmaßnahmen sind:
- Täter werden aus der Wohnung verwiesen (in Deutschland Wohnungsverweisung oder Wegweisung genannt),
- vorübergehend in Gewahrsam genommen (Ingewahrsamnahme),
- mit einem Kontaktverbot belegt.

Am 14. März 2012 trat das Gesetz zur Einrichtung des bundesweiten Hilfetelefons „Gewalt gegen Frauen“ in Kraft. Im März 2013 startete das Hilfetelefon mit der kostenlosen Telefonnummer 08000 116 016. Das Hilfetelefon ist ein Unterstützungsangebot für Frauen, die von jeder Form von Gewalt betroffen sind, und steht rund um die Uhr zur Verfügung. Qualifizierte Beraterinnen bieten anonym und barrierefrei Erstberatung und Hilfe und vermitteln bei Bedarf Anlaufstellen vor Ort.
2020 starteten Nordrhein-Westfalen und Bayern mit einem bundesweiten Hilfetelefon für Männer, die Opfer von häuslicher und sexualisierter Gewalt geworden sind bis hin zu Stalking oder Zwangsheirat, unter der kostenfreien Rufnummer 0800 1239900. Zusätzlich gibt es unter www.maennerhilfetelefon.de ein digitales Beratungsangebot für betroffene Männer.
Mit dem Handzeichen häusliche Gewalt, das 2020 in Kanada erdacht wurde, haben Opfer häuslicher und sexualisierter Gewalt eine Möglichkeit, potentiellen Helfern ein Notsignal über ihre Lage zu geben und um Hilfe zu bitten.

### Gerichtliche Hilfen
Mit dem 2002 in Deutschland eingeführten Gewaltschutzgesetz (GewSchG) wurde den Opfern umfangreicher Schutz ermöglicht. Das Familiengericht entscheidet, wie eine weitere Eskalation möglichst gestoppt werden kann. Dazu kann dem Täter das Betreten der gemeinsamen Wohnung verboten werden. Auch kann jede Annäherung an das Opfer sowie die Kontaktaufnahme per Telefon, Brief, E-Mail verboten werden. Es kann auch angeordnet werden, dass der Täter – unabhängig von den Besitzverhältnissen – die Wohnung bis zu einem halben Jahr (plus Erweiterung um ein weiteres halbes Jahr) ganz dem Opfer zu überlassen hat. Nach § 4 GewSchG kann sich der Täter bei Missachtung der gerichtlichen Auflagen auch strafbar machen.
Zudem ist 2007 der neue Straftatbestand der Nachstellung (siehe Stalking) als § 238 in das Strafgesetzbuch (StGB) eingefügt worden.

### Hilfe durch Ärzte und Zahnärzte
Ärzte und Zahnärzte widmen sich verstärkt dem Erkennen und der Dokumentation von Gewaltspuren während eines normalen Arztbesuchs, um den Täter später vor Gericht überführen zu können. Hierzu gehört auch die Sicherung von DNA-Spuren für eine eventuelle DNA-Analyse. Oft entschließt sich ein Opfer erst lange nach der Tat zu einer Anzeige. Gerade dann kommt es auf eine zuverlässige Dokumentation an. Entsprechende Dokumentationsbögen wurden entwickelt und liegen den Ärzten und Zahnärzten vor. Auch in diesen Fällen unterliegen Ärzte und Zahnärzte der Schweigepflicht. Nach Art. 14 Abs. 6 GDVG (bayrisches Gesundheitsdienst- und Verbraucherschutzgesetz) sind Ärzte und Hebammen verpflichtet, bei „gewichtigen Anhaltspunkten“ einer Kindesmisshandlung dies dem Jugendamt zu melden. Ferner ist der Arzt grundsätzlich befugt, zur Abwendung einer Gefahr für Leib und Leben („Gefahr in Verzug“) die Schweigepflicht zu durchbrechen.

### Tätertherapie
Ohne tiefgreifende Änderung des Täters hilft auch eine gerichtliche Trennung nur vorübergehend. Täter nutzen eine solche Trennungszeit manchmal für eine Tätertherapie. Entsprechende Gruppen werden in vielen Städten angeboten. In Einzelgesprächen oder in Gruppen mit anderen Tätern lernen diese die Dynamik von Gewalt zu verstehen, aus dieser auszusteigen, Verantwortung zu übernehmen und Vertrauen zu schaffen.

### Betreuung der Opfer
Aufgrund der Kürzungen im sozialen Bereich und im Gesundheitssektor in den letzten Jahren gerät der Opferschutz in Deutschland immer mehr unter Druck. Z. B. arbeiten die meisten Ärzte in der Opferstelle am Hamburger Universitätsklinikum Eppendorf (UKE) ehrenamtlich – dabei ist diese Opferstelle die einzige für die Millionenstadt Hamburg. Spenden werden hauptsächlich für Sachmittel verwendet. Eine Abrechnung über die Krankenkassen lehnen sowohl die Kassenärztliche Vereinigung als auch die Krankenkassen ab.

## Politische und rechtliche Situation in den einzelnen Ländern

### Deutschland
Im Jahr 2000 trat das Gesetz zur Ächtung der Gewalt in der Erziehung in Kraft. Es schuf keine neuen Straftatbestände, sondern sollte der Sensibilisierung gegenüber der Gewalt gegen Kinder dienen.
Im Jahr 2001 wurde von der Bundesregierung der Referentenentwurf zum sogenannten „Gewaltschutzgesetz“ (Gesetz zur Verbesserung des zivilgerichtlichen Schutzes bei Gewalttaten sowie zur Erleichterung der Überlassung der Ehewohnung bei Trennung kurz GewSchG) vorgelegt, das dann am 1. Januar 2002 in Kraft trat.
Das Gesetz ermöglicht Frauen und Männern die Beantragung von zivilrechtlichem Schutz vor Gewalttaten. Hier kann ein sogenanntes Annäherungs- und/oder Aufenthaltsverbot in der Regel durch das örtlich zuständige Amtsgericht verfügt werden. Da im GewSchG der Wortlaut „soll“ genannt wird, kann eine solche Verfügung sogar dauerhaft erlassen werden. Eine vergleichbare Verfügung nach der Zivilprozessordnung ist hingegen zeitlich in der Regel auf 1 Monat begrenzt und muss vom Opfer durch Eigeninitiative zur Verlängerung neu beantragt werden.
Es ist der Polizei auch möglich, im Vorfeld, d. h. vor dem Erlass einer einstweiligen Verfügung oder einstweiligen Anordnung, ein Kontaktverbot gegen den Täter auszusprechen. Dieses soll dazu dienen, dem Opfer genügend Zeit zu lassen, eine Verfügung des Gerichtes zu beantragen. Rechtsgrundlage hierfür sind die entsprechenden Polizeigesetze der einzelnen Bundesländer (In Bayern das PAG). Im Gegensatz zu einer gerichtlichen Verfügung ist das Kontaktverbot der Polizei nicht strafrechtlich sanktioniert, kann jedoch in bestimmten Einzelfällen eine Gewahrsamsnahme des Täters nach sich ziehen, falls das Verbot missachtet wird.
- Die landesrechtlichen Regelungen sind:
  - Baden-Württemberg: § 27a Abs. 2, 3 PolG BW
  - Bayern: Art. 11 Gesetz über die Aufgaben und Befugnisse der Bayerischen Staatlichen Polizei (PAG)
  - Berlin: § 29a Berliner Allgemeines Sicherheits- und Ordnungsgesetz
  - Brandenburg: § 16a Brandenburger Polizeigesetz
  - Bremen: § 14a Bremisches Polizeigesetz (BremPolG)
  - Hamburg: § 12b Hamburger Sicherheits- und Ordnungsgesetz
  - Hessen: § 31 Abs. 1, 2 Hessisches Sicherheits- und Ordnungsgesetz (HSOG)
  - Mecklenburg-Vorpommern: § 52 Abs. 2 Sicherheits- und Ordnungsgesetz Mecklenburg-Vorpommern
  - Niedersachsen: § 17 Abs. 1 Niedersächsisches Gesetz über die Sicherheit und Ordnung (NSOG)
  - Nordrhein-Westfalen: § 34 Nordrhein-Westfälisches Polizeigesetz
  - Rheinland-Pfalz: § 13 Abs. 1, 4 Rheinland-Pfälzisches Polizei- und Ordnungsbehördengesetz
  - Saarland: § 12 Abs. 2 Saarländisches Polizeigesetz
  - Sachsen: § 21 Abs. 1, 3 Sächsisches Polizeigesetz
  - Sachsen-Anhalt: § 36 Abs. 1 Sachsen-Anhaltisches Sicherheits- und Ordnungsgesetz
  - Schleswig-Holstein: § 201a Schleswig-Holsteinisches Landesverwaltungsgesetz
  - Thüringen: § 18 Thüringer Polizeiaufgabengesetz in Verbindung mit § 17 Thüringer Ordnungsbehördengesetz

#### Strafverfolgung der Täter
Besonders häufig sind Körperverletzungsdelikte, § 223 ff StGB, Beleidigung § 185 StGB, Nachstellung § 238 StGB und Verstöße gegen § 4 GewSchG. Jedoch kommen auch andere Straftaten (Verleumdung, Üble Nachrede u. a.) in Frage. Das Spektrum ist breit. Immer muss aber ein Zusammenhang mit der noch bestehenden oder beendeten Partnerschaft bestehen. Prozesse vor Gericht werden von seelisch verletzten Opfern teilweise als belastend erlebt. In schwerwiegenden Fällen, wenn die Umstände der Gerichtsverhandlung den Opfern zu sehr zusetzen, kann es zu einer Retraumatisierung kommen.

### Österreich

#### Gesetzliche Bestimmungen
In Fällen häuslicher Streitigkeiten kann die Polizei eine Wegweisung und ein Betretungsverbot eines Hauses oder einer Wohnung und eines festgesetzten Bereiches aussprechen, das vorerst für zwei Wochen, bei Einbringung eines Antrages auf Erlassung einer einstweiligen Verfügung nach § 382 a und 382 e Exekutionsordnung innerhalb dieser Frist (zwei Wochen) bis zur Zustellung der Entscheidung des Gerichtes an den Antragsgegner, längstens jedoch für vier Wochen gilt. Die rechtliche Grundlage dafür ist § 38 a des Sicherheitspolizeigesetzes. Einen längerfristigen Schutz bietet eine einstweilige Verfügung nach § 382 b Exekutionsordnung durch ein Gericht. In der Steiermark gilt ein Gesetz, das nur Frauen und deren im gemeinsamen Haushalt lebenden Kindern Schutz in Gewaltschutzeinrichtungen zugesteht.
Obwohl die Gesetze geschlechtsneutral formuliert sind, wird immer stärker kritisiert, dass meist der Mann die Familie verlassen muss, unabhängig wer den Konflikt begonnen oder den aktiven Part der Gewalthandlung innehatte.

#### Opferschutzeinrichtungen
Zahlreiche Einrichtungen bieten Betroffenen Hilfe an. Im Wesentlichen handelt es sich um Beratungsstellen für weibliche Opfer oder männliche Täter. Als offizielle Beratungsstellen gelten jedoch nur die Interventionsstellen bzw. Gewaltschutzzentren, die in allen Bundesländern errichtet wurden. Nur an diese werden von der Polizei Daten übermittelt.
Frauenhausstudien und Wegweisungsstatistiken weisen einen Täteranteil von etwa 90 % Männern aus. Es ist nicht Aufgabe der Polizei vor Ort die Schuld festzustellen, sondern geeignete Maßnahmen zu treffen, um die Situation zu deeskalieren. Insofern kann von der Wegweisungsstatistik nicht auf den Anteil von Tätern geschlossen werden. Die Frauenhausstatistik 2008 zeigt dabei einen Anteil von mindestens 38 % der Täter, die nicht österreichische Staatsbürger waren. Daniela Almer von der Informationsstelle des Vereins wies in dem Zusammenhang darauf hin, dass das nicht darauf zurückzuführen sei, dass Migrantinnen häufiger von Gewalt betroffen seien, sondern diese Frauen in vielen Fällen über kein eigenes Einkommen und kein soziales Netzwerk verfügen und ein Frauenhaus so den einzigen Ausweg darstellt.

#### Gewalt gegen Minderjährige
Nach mehreren Todesfällen und schweren Misshandlungen gewinnt die Diskussion der Gewalt gegen Minderjährige an Bedeutung. Besonders in die Kritik geraten sind Jugendämter, Gerichte und Gutachter die selbst bei offensichtlichen Misshandlungen zu zögerlich reagierten.

### Schweiz
Seit dem 1. April 2004 gelten in der Schweiz Gewaltdelikte in Ehe und Partnerschaft als Offizialdelikt, d. h. sie müssen von Amts wegen verfolgt werden. Darunter fallen insbesondere schwere und einfache Körperverletzung, wiederholte Tätlichkeiten, Drohung, Nötigung, sexuelle Nötigung und Vergewaltigung. Dies gilt nicht nur für Ehepaare, sondern für alle heterosexuellen und homosexuellen Lebenspartnerschaften mit einem gemeinsamen Haushalt während des Zusammenlebens und ein Jahr darüber hinaus (für Ehepaare bis ein Jahr nach der Scheidung). In Hinsicht auf den Schutz des Opfers wurde in diesem Bereich – im Gegensatz zu anderen Offizialdelikten – vorgesehen, dass das Verfahren auf Antrag des Opfers eingestellt werden kann. Dies gilt nur für die Straftatbestände einfache Körperverletzung, wiederholte Tätlichkeiten, Drohung sowie Nötigung. Bei schwerer Körperverletzung, sexueller Nötigung und Vergewaltigung besteht diese Möglichkeit nicht. Die genauen Modalitäten der Verfahrenseinstellungen sind im Opferschutzgesetz geregelt.
Die polizeirechtlichen Bestimmungen betreffend Schutzmaßnahmen, Wegweisung und Rückkehrverbot werden in den kantonalen Gewaltschutzgesetzen und Polizeigesetzen geregelt.
Seit dem 10. Dezember 2009 gibt es mit Zwüschehalt das erste Familien- und Väterhaus der Schweiz, welches gewaltbetroffenen Väter und deren Kinder Schutz bietet.

### Bulgarien
Das Parlament Bulgariens verabschiedete am 7. August 2023 in erster Lesung eine Novelle des Gesetzes zum Schutz gegen häusliche Gewalt. Zuvor waren grausame Fälle von Misshandlung von Frauen bekannt geworden und Tausende hatten demonstriert.
Die Novelle umfasst neben Paaren (mit oder ohne Trauschein), die unter einem Dach leben, nun auch Partner in einem »intimen Verhältnis« (definiert als intime und sexuelle Beziehung von mindestens 60 Tagen zwischen »Personen männlichen und weiblichen Geschlechts«).

### Russland
In Russland sterben nach Angaben von Menschenrechtlern und der UNO jährlich rund 14.000 Frauen durch häusliche Gewalt. Jede fünfte Frau in Russland hat mindestens einmal Gewalt durch ihren Partner erlebt. In Russland gibt es keine ähnlichen Schutzanordnungen wie in anderen Staaten zum Schutz der Opfer. Es gibt auch nur wenige Einrichtungen, in denen Frauen mit Kindern vorübergehend Zuflucht suchen können. Anfang 2017 wurde ein Gesetz verabschiedet, das häusliche Gewalt teilweise entkriminalisiert.

### Armenien
In der Südkaukasusrepublik Armenien mit knapp 3 Millionen Einwohnern werden etwa 2.000 Frauen jährlich Opfer familiärer Gewalt. Die Koalition zur Beendigung von Gewalt gegen Frauen hat von 2010 bis 2019 70 Morde an Frauen  dokumentiert, die Dunkelziffer dürfte höher liegen. 2019 hat die Hotline über 5.000 Anrufe registriert. Auch die Angst, die Konvention werde die armenischen Familien zerstören, spielt eine Rolle. Nach der Hochzeit leben die Ehepaare nicht nur mit ihren Kindern, sondern auch mit den Schwiegereltern zusammen. Viele Opfer haben trotz häuslicher Gewalt oft Angst vor einer Trennung; bei vielen Todesfällen, die die Frauenkoalition untersucht hat, hatten Eltern und Verwandte das Opfer überredet, sich von dem gewalttätigen Ehemann nicht scheiden zu lassen.

### Weitere Staaten

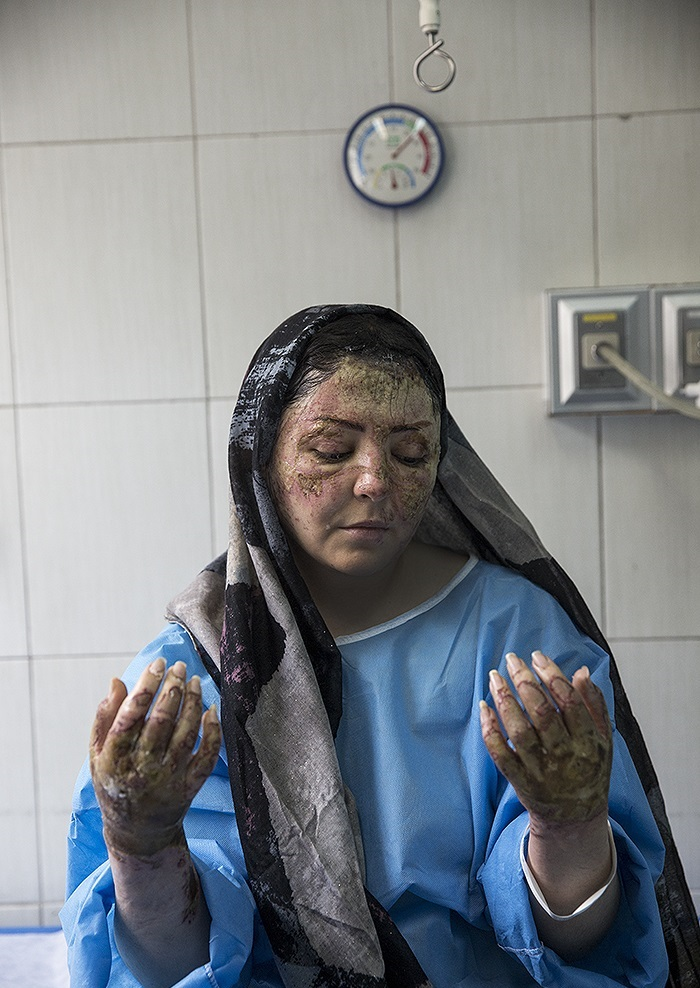
Maryam, Opfer eines Säureangriffs in Teheran (2018)

In der Türkei sind laut Schätzungen mehr als 40 Prozent der Frauen bereits Opfer häuslicher Gewalt geworden. Im Jahr 2017 wurden 409 Frauen getötet. Da jedoch viele Fälle als Suizid getarnt werden, dürfte die Dunkelziffer weit höher sein. Offiziell werden monatlich fast 15.000 Fälle häuslicher Gewalt registriert. Die Zunahme der Gewalt gegen Frauen wurde auf die Zurückdrängung des Laizismus unter Präsident Recep Tayyip Erdoğan zurückgeführt.
In Kasachstan wurden im Jahr 2017 Schläge und „geringfügige“ körperliche Schäden verursachende Handlungen entkriminalisiert. Nachdem der Mordprozess gegen den ehemaligen Wirtschaftsminister Quandyq Bischimbajew, der seine Ehefrau Saltanat Nukenova im November 2023 vor laufender Kamera zu Tode gefoltert hatte, landesweit für Aufsehen gesorgt hatte, wurde im April 2024 ein Gesetz verabschiedet, das Körperverletzung und vorsätzliche Gesundheitsschädigung unter Strafe stellt.
In Pakistan, Indien und Bangladesch werden jedes Jahr tausende Frauen Opfer von Mitgiftmorden. Laut Kriminalitätsstatistik wurden 2012 allein in Indien 8233 Fälle registriert; ein Großteil der Frauen wurde mit Kerosin übergossen und angezündet. Die Dunkelziffer der als Suizide oder Unfälle getarnten Morde dürfte noch weit höher liegen.
In der VR China wurde 2016 das erste Gesetz gegen häusliche Gewalt erlassen. Laut Berichten wurde es bis 2020 kaum akzeptiert und „unzureichend umgesetzt“.

## Initiativen gegen häusliche Gewalt
Seit Beginn der 1990er Jahre rückte die häusliche Gewalt immer mehr in die Aufmerksamkeit der Öffentlichkeit und wurde so zu einem breit diskutierten Thema. Sensibilisierungskampagnen durch öffentliche Stellen auf nationaler und internationaler Ebene tragen ebenfalls dazu bei. Dabei steht meist Gewalt gegen Frauen oder Gewalt gegen Kinder im Zentrum. So begeht etwa die WHO jährlich einen Internationalen Tag zur Beseitigung von Gewalt gegen Frauen. Andere Bereiche der häuslichen Gewalt wurden bisher öffentlich wenig thematisiert und sind deshalb in der Bevölkerung auch wenig bekannt.
Seit wenigen Jahren werden auf Initiative der Männerbewegung auch männliche Opfererfahrungen vermehrt öffentlich diskutiert.
Häusliche Gewalt hat auch Folgen am Arbeitsplatz der Opfer (z. B. Fehlzeiten), doch nur wenige Unternehmen reagieren angemessen darauf. Terre des Femmes weist darauf hin, was Firmen tun können: Stellungnahme gegen diverse Gewaltformen, Vermittlung von Beratungsangeboten. (Siehe auch: Betriebliche Gesundheitsförderung)
In den USA erkannte das höchste Immigrationsgericht 2014 schwere häusliche Gewalt erstmals als Asylgrund an.
Weitere Initiativen
- Übereinkommen des Europarats zur Verhütung und Bekämpfung von Gewalt gegen Frauen und häuslicher Gewalt
- Münchner Unterstützungsmodell gegen häusliche Gewalt

## Rückläufiger Trend

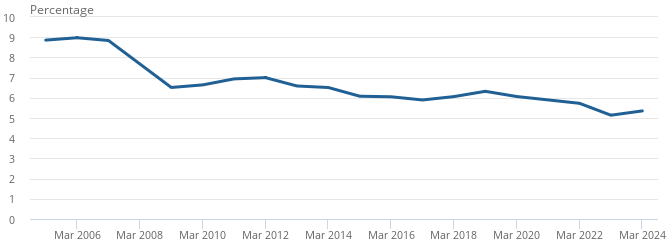
Die Prävalenz bei häuslicher Gewalt bei Personen im Alter von 16 bis 59 Jahren sank in den vergangenen 20 Jahren. Daten der Crime Survey for England and Wales.

Bei häuslicher Gewalt sind polizeiliche Kriminalstatistiken grundsätzlich weder geeignet, die tatsächliche Häufigkeit, noch Trends darzustellen. Hauptprobleme sind die geringe Anzeigerate und Verbesserungen der polizeilichen Erfassungsmethoden. Die zunehmende Anzeigerate in den vergangenen Jahren können so bereits große Verzerrungen in den Polizeistatistiken ergeben. Beispielsweise wird bei körperlicher Gewalt in Paarbeziehungen nur ca. ein Zehntel der Fälle angezeigt. Sehr viel aussagekräftiger sind Viktimisierungsstudien. Um einen Trend darstellen zu können, muss dieselbe Untersuchung mit einer ausreichend großen Zahl von Befragten regelmäßig wiederholt werden.
Für die Crime Survey for England and Wales wird seit 2006 „Domestic Abuse“ erfasst. Interviewer besuchen jährlich zehntausende Haushalte und befragen ein zufällig ausgewähltes Haushaltsmitglied, ob es in den vergangenen 12 Monaten Opfer eines Delikts wurde. Für häusliche Gewalt werden so Personen zwischen 16 und 59 Jahren erfasst. 2006 gaben 9 % an, Opfer gewesen zu sein, 2024 waren es 5,4 %. Ein orientierender Vergleich über Grenzen hinweg, in diesem Fall mit England und Wales, ist legitim und üblich. Die Länder West- und Nordeuropas sind in sozialer und wirtschaftlicher Hinsicht vergleichbar. Daher ähneln sich auch ihre kriminologischen Entwicklungen.
Auch Viktimisierungsstudien bilden die Wirklichkeit nicht genau ab. Ein Opfer muss bereit sein, dem fremden Interviewer zu berichten. Bei schambesetzten Taten, wie bei häuslicher Gewalt, ist diese Bereitschaft geringer. Eine zunehmende Enttabuisierung führt zu mehr Berichten.
Ein weiterer verzerrender Faktor ist die gesellschaftliche Bewertung von Handlungen. Zumindest in der westlichen Welt verschob sich diese über die Jahrzehnte in vielen Bereichen. Was früher oft mit einer Täter-Opfer-Umkehr abgewehrt oder als unverschämtes Verhalten des Täters bewertet wurde, wird heute als kriminell angesehen und angezeigt. Wäre in einer Viktimisierungsstudie in den 1960er Jahren jemand nach einem Schlag vom Partner gefragt worden, ob sie oder er Opfer einer Gewalttat geworden sei, wäre die Wahrscheinlichkeit nein zu sagen größer als heute gewesen.

## Problematik der Untersuchung und Datenerfassung
Zahlen können nur sehr beschränkt Auskunft über das effektive Geschehen geben, da verschiedene Faktoren mitspielen. Vor allem emotionale Faktoren wie Scham, Schuldgefühle, Angst oder Misstrauen gegenüber der befragenden Person können Gewaltopfer von einer realistischen Aussage über ihre Situation abhalten.

### Kriminalstatistik
Die polizeiliche Kriminalstatistik, wie sie von Deutschland, der Schweiz und anderen Ländern erfasst wird, enthält sämtliche Strafanzeigen, die bei der Polizei innerhalb eines Jahres eingegangen sind. Es werden jedoch nicht alle Übergriffe auch tatsächlich angezeigt. Wie die Entwicklung der letzten Jahre gezeigt hat, haben die Sensibilisierungskampagnen der verschiedenen Länder einen Einfluss auf das Anzeigeverhalten: es werden mehr Delikte angezeigt, die in den Bereich der häuslichen Gewalt fallen. Ob die Taten insgesamt zu- oder abnehmen, kann jedoch aus diesen Zahlen nicht geschlossen werden.
Die in Deutschland jährlich veröffentlichte polizeiliche Kriminalstatistik enthält bisher außer zu Kindesmisshandlung keine systematische Aufschlüsselung zu häuslicher Gewalt.

### Viktimisierungsstudien
Während Polizeiliche Kriminalstatistiken nur das Hellfeld, also alle den Strafverfolgungsbehörden bekannt gewordenen Fälle registriert, erlauben bevölkerungsrepräsentative Opferbefragungen (Viktimisierungsstudien, auch Viktimisierungssurveys oder Dunkelfeldstudien genannt) auch die Berücksichtigung von Gewalterfahrungen im Dunkelfeld. Bei der aktiven Befragung der Bevölkerung in Viktimisierungsstudien erscheinen — je nach Delikt — teilweise wesentlich höhere Fall- bzw. Opferzahlen als in Polizeistatistiken. Eine Viktimisierungsstudie des LKA Niedersachsen aus dem Jahr 2012 ermittelte beispielsweise, dass nur ca. jede zehnte körperliche Gewalttat in einer Paarbeziehung angezeigt wird.
Neben quantitativen Erkenntnissen lieferten Viktimisierungsstudien auch qualitativ Neues, beispielsweise die Erkenntnis, dass
Gewalt in Partnerschaften in allen sozialen Schichten vorkommt, durch patriarchalische Beziehungsstrukturen und ungleiche Machtverhältnisse erklärt werden kann, aufgrund von Abhängigkeitsverhältnissen nur äußerst selten polizeilich angezeigt wird und häufig mit Gewalterfahrungen in der Kindheit zusammentrifft.
Die aktuellsten deutschlandweiten Daten zur Gewaltbetroffenheit von Frauen in Deutschland stammen aus der europaweiten Befragung der European Union Agency for Fundamental Rights (FRA). In dieser Dunkelfeldstudie wurden europaweit insgesamt 42.000 Frauen, in Deutschland insgesamt 1.534 Frauen zwischen 18 und 74 Jahren befragt.
Die aktuellsten bundesweiten Befunde zu Gewalt in Partnerschaften liefert der bundesweite Viktimisierungssurvey „Sicherheit und Kriminalität in Deutschland 2020“ mit 46.000 Teilnehmern ab 16 Jahren. Die Befragung wurde wahlweise postalisch in Papierform oder online durchgeführt.
In den Jahren 2012 und 2017 wurde vom Bundeskriminalamt (BKA) der Deutsche Viktimisierungssurvey durchgeführt. Es wurden 31.000 Bürgerinnen und Bürgern ab 16 Jahren telefonisch befragt. Weil nicht im Fokus der Untersuchung, wurden nur wenige Daten zu geschlechtsspezifischen Verteilung von Gewalt, sowie zu Tätern aus (Ex-)Partnerschaften erhoben.
Diese unterschiedlichen Studien sind allerdings nur bedingt vergleichbar, weil sich Altersbereich der Befragten, der Fragenkatalog oder die Methodik unterscheiden. Die Crime Survey for England and Wales ist eine Ausnahme. Hier werden seit 1981 jährlich gleichartige Fragen an eine große Bevölkerungsstichprobe in Hausbesuchen gestellt. Seit 2006 wird dabei auch gefragt, ob die Interviewten in den vergangenen 12 Monaten Opfer von häuslicher Gewalt wurden (siehe auch oben „Rückläufiger Trend“).

### Strafurteilsstatistik
Auch aus den geführten Statistiken über gefällte Strafurteile kann kein Rückschluss auf die tatsächliche Häufigkeit von häuslicher Gewalt gezogen werden. Aufgrund verschiedener Multiplikatoren (Anzeigeverhalten des Opfers, vorhandene/fehlende Beweise, Würdigung der Tat durch den Richter) ist eine Extrapolation der Zahl der Verurteilungen auf die effektive Anzahl der Gewalttaten unmöglich.

### Statistiken der Opferhilfe
In der Schweiz sind die Opferhilfestellen dazu angehalten, über ihre Tätigkeit und ihre Klienten eine (anonymisierte) Statistik zu führen. Diese Zahlen werden – wie die kriminologischen Statistiken – jedoch durch das Verhalten der Opfer verzerrt. Nicht alle Opfer wenden sich an eine Beratungsstelle. Des Weiteren wird die Aussagekraft dieser Statistiken dadurch herabgesetzt, dass ein Opfer jeweils mehrfach (als Opfer verschiedener Delikte) erfasst wird.

### Empirische Forschung
Bisher konnte keine empirische Forschung, weder im Hell- noch im Dunkelfeld, verlässliche Zahlen zum tatsächlichen Ausmaß häuslicher Gewalt in der Gesamtbevölkerung liefern. Gillioz liefert dafür folgende Erklärung: Gerade von schwerer, systematischer Gewalt betroffene Personen verweigern ein Interview. Zudem gäbe es keine verlässliche Methode, um herauszufinden, ob die befragte Person ihre Erfahrungen eher beschönige oder dramatisiere. Die Resultate werden außerdem jeweils durch die Fragestellung und – bei Interviews – durch die Beziehung zwischen Forscher und Befragtem beeinflusst.
Die Untersuchung der Problematik wird des Weiteren durch die verschiedenen verwendeten Definitionen von Gewalt erschwert, da diese den Direktvergleich zwischen verschiedenen Studien praktisch verunmöglichen.
Um dieser Problematik zu begegnen, wurde versucht, ein ursprünglich für die Untersuchung von Konfliktbewältigungsstrategien entwickeltes Instrument für die Untersuchung häuslicher Gewalt anzupassen und zu standardisieren. Mithilfe der Conflict Tactics Scales durchgeführte Untersuchungen versuchen, die subjektive Bewertung von Gewalthandlungen auszuschalten. Dabei wird jedoch jede aggressive Handlung – auch situative zwischen gleichwertigen Partnern – als Gewalt bewertet, während viele Gewaltforscher zwischen Aggressionen und Gewalt differenzieren. Des Weiteren wird der Kontext einer aggressiven Handlung und die Entstehungsgeschichte bis hin zur Eskalation bei dieser Methode nicht berücksichtigt.
Faktisch alle bisher mit der CTS-Methode durchgeführten Untersuchungen führten zum Ergebnis, dass sowohl bei Tätern als auch bei Opfern eine Geschlechtersymmetrie existiere. Diese Resultate führten zu großen Kontroversen innerhalb der sozialwissenschaftlichen Gewaltforschung:
- So hat u. a. Michael Kimmel[144] die Ergebnisse vieler der von Archer[145] und Fiebert[146] in ihre Metaanalysen miteinbezogenen Studien als für die Problematik der häuslichen Gewalt nicht aussagekräftig zurückgewiesen. Zudem wies er auf eine Besonderheit in der Fragestellung der CTS-Methode hin, die die Paare nicht nach erlittener oder ausgeübter Gewalt fragt, sondern auf ihr Verhalten „when they disagree, get annoyed with the other person, or just have spats or fights because they’re in a bad mood or tired or for some other reason“. Eine weitere Kritik bezieht sich auf die Gewalttaten, welche von der CTS-Methode nicht erfasst werden: sexuelle Gewalt, Gewalt durch Ex-Partner sowie die Folgen der aggressiven Handlung (Schwere der Verletzung)
- Kelly und andere hingegen kritisieren die „feministische Kontrolle über den Bereich der häuslichen Gewalt“,[147] insbesondere deren „Definitionsmonopol“, das die Untersuchungen entsprechend beeinflusse. Auch hätten Frauen durch eigenes aggressives Verhalten ihren Anteil an der Eskalation von Partnerkonflikten. Gerade weil viel mehr Frauen als Männer von ernsten Verletzungen betroffen seien, müsse wirksame Prävention sich deshalb auch gegen Gewalt von Frauen richten.

### Problematik der Ermittlung der Dunkelfeldzahlen zu Partnergewalt
Die sozialwissenschaftliche und politische Kontroverse um die Opferzahlen bei Partnergewalt konzentriert sich oft auf zwei Fragen:
- Wie groß ist die Gesamtzahl der Opfer und wie groß ist somit der politische Handlungsbedarf?
- Wie groß ist das Verhältnis von weiblichen zu männlichen Opfern, bzw. welche geschlechtsspezifischen Notwendigkeiten für die Präventionspolitik ergeben sich daraus?

Die empirischen Ansätze zur Ermittlung des Ausmaßes häuslicher Gewalt unterscheiden sich wesentlich darin, wie stark sie das Dunkelfeld mit einbeziehen, welche Methodik und welche Samplingmethode verwendet wird, sowie in der Fragestellung. Die vor allem durch polizeiliche Statistiken repräsentierten Hellfeldzahlen stellen gemäß dem Kriminologen Helmut Kury mit weniger als höchstenfalls 20 % nur einen Bruchteil der gesamten Anzahl von Fällen häuslicher Gewalt dar. Für die möglichst vollständige Erfassung auch des viel größeren Dunkelfeldes müssen nach Möglichkeit die kognitiven Filtermethoden der Individuen ausgeschaltet werden. Bei häuslicher Gewalt sind dies insbesondere psychologische Faktoren (Scham, Furcht, Schuldgefühle, aber auch Verdrängungsmechanismen), soziale Repräsentationen von Gewalt (d. h. die subjektive Einschätzung des Individuums, ob es sich bei Erlebten um Gewalt handelt oder nicht) sowie soziale Kontrollmechanismen und Wertesysteme (Bewertung des Erlebten als Privatangelegenheit). Dunkelfelduntersuchungen versuchen diese Filter durch Befragungen unter Wahrung der Anonymität und unter Vermeidung des Eindrucks einer Kriminalitätsermittlung auszuschalten.

### Die Conflict-Tactic-Scale-Methode
Erhebungen mittels der umstrittenen CTS-Methode zeigen gegenüber polizeilichen Statistiken bzw. Hellfelduntersuchungen im Wesentlichen zwei Unterschiede:
1. Die Gesamtzahl der ermittelten Fälle ist wesentlich höher.
2. Die Opfer, aber auch die Täter verteilen sich in etwa gleicher Anzahl auf Frauen und Männer.

Hauptgrund für diese Diskrepanzen ist die Abfrage von Handlungen, die von den Betroffenen und vielen Gewaltforschern nicht als Gewalttaten bewertet werden; ein weiterer Grund ist, dass CTS spezifisch nach dem Verhalten während eines Streits fragt, d. h. nach Ereignissen während einer Ausnahmesituation, die von den Individuen normalerweise ausgeblendet wird, wenn sie nach „Gewalt in der Partnerschaft“ gefragt werden. Die asymmetrische Geschlechtsverteilung bei nicht CTS-basierten Untersuchungen (also mit überwiegend weiblichen Opfern) kann laut Murray A. Straus, dem Autor der CTS-Methode, wegen der Wirkung der Ausfiltermechanismen nicht auf die Summe der Fälle aus Hell- plus Dunkelfeld verallgemeinert werden, denn diese wäre ein klinischer Fehlschluss (clinical fallacy).

## Problematik der nicht belegbaren Vorwürfe
Bei einem Teil der angezeigten Fälle häuslicher Gewalt werden nicht belegbare Vorwürfe erhoben. Es kann sich dabei um bewusst falsche Vorwürfe (Falschbezichtigungen) oder um nicht nachweisbare Tatdarstellungen handeln. Damit sind unmittelbar Glaubwürdigkeit und Schutzwürdigkeit von Leben und Rechten möglicher Täter und Opfer betroffen.
Im Rahmen der Begleitforschung zu Interventionsprojekten in Deutschland wurde festgestellt, dass bei untersuchten Amtsanwaltschaften die Fälle von Partnergewalt überwiegend eingestellt wurden (81,7 %), wobei dies in 83 % der Fälle mit mangelnder Nachweisbarkeit des Tatvorwurfs begründet wurde. In einer von den Autoren Max Steller, Detlef Busse und Renate Volpert als repräsentativ eingestuften Untersuchung zu Vorwürfen sexuellen Kindesmissbrauchs durch die Analyse familiengerichtlicher Akten wurde ermittelt, dass in 3,0 % der Umgangs- und in 3,3 % der Sorgerechtsverfahren ein Vorwurf des sexuellen Missbrauchs erhoben wird. Nach den von ihnen analysierten Gerichtsakten wurde der Vorwurf in 84 % der Fälle als unbegründet ausgewiesen. Die Sozialwissenschaftlerin Sabine Kirchhoff wies darauf hin, dass Stereotype wie Missbrauch mit dem Missbrauch dazu beitragen würden, dass von sexuellem Missbrauch betroffene Kinder nicht genügend Opferschutz erhielten.

## Filme
- Festung, deutscher Spielfilm über Gewalt gegen eine Mutter von 2011
- Es ist alles in Ordnung, deutsches Filmdrama über Kindesmisshandlung durch einen Stiefvater von 2013
- Der geschlagene Mann, US-amerikanisches Fernseh-Drama von 1993
- Psychische Gewalt. In: scobel. 5. April 2018, abgerufen am 7. Juni 2019.